# Матам (місто)
Мата́м (фр. Matam) - місто на північному сході Сенегалу, адміністративний центр однойменних області та департаменту.

## Географія
Місто знаходиться в північно-східній частині області, на лівому березі річки Сенегал, поблизу кордону з Мавританією, на відстані приблизно 442 кілометрів на схід-північно-схід (ENE) від столиці країни Дакару. Абсолютна висота - 28 метрів над рівнем моря.

## Населення
За даними  перепису 2002 року чисельність населення матів становила 14 620 осіб.
Динаміка чисельності населення міста за роками:
| 1976 | 1988   | 2002   | 2010   |
| ---- | ------ | ------ | ------ |
| 9849 | 10 722 | 14 620 | 19 000 |

## Економіка
Основу економіки міста складає сільськогосподарське виробництво.

## Транспорт
Найближчий знаходиться в місті Уро-Согі .